# Kazuo Kiriyama
Kazuo Kiriyama (桐山和雄 Kiriyama Kazuo) is een fictief persoon uit de film Battle Royale. Hij wordt gespeeld door acteur Masanobu Ando.

## Persoonlijkheid

### Boek
Het ging al mis met Kiriyama voor zijn geboorte, toen hij een hersenbeschadiging opliep tijdens een auto-ongeluk, toen hij nog in de baarmoeder zat. Hierdoor is Kiriyama niet in staat emoties te beleven (met nadruk op wroeging en empathie). Hij werd hierdoor tevens een moordenaar zonder moralen.
Kiriyama heeft een hoog IQ en kan zich snel aan een bepaalde situatie aanpassen. Hij heeft bijvoorbeeld in een korte tijd leren schilderen en de viool leren spelen. Echter, een blijvende hobby had hij niet. Hij verloor gauw interesse in dingen.
Kiriyama staat er om bekend, in alle versies, dat hij weinig of zelfs helemaal niet praat.

### Manga
Kiriyama staat er ook in dit deel om bekend dat hij moordt zonder te aarzelen en zonder spijt. In deel 14 van de manga boeken wordt duidelijk dat Kiriyama een hersenbeschadiging heeft opgelopen toen hij als kind werd aangereden. Er worden enkele segmenten weergegeven waarin hij als kind gelukkig was.
In de manga wordt Kiriyama beschreven als genie, vanwege zijn vele talenten en zijn begrip voor onderwerpen waar hij (nog) niks van af weet.
Kiriyama wordt in de manga tevens vergeleken met de duivel. Hij heeft dan ook de bijnamen "The Devil's Tactics" en "The Devil Of Nothingness". Hij is ook nog eens jongen #6, het getal dat het dichtst bij de duivel staat. Hiroki Sugimura vertelt dat Kiriyama zo koelbloedig en apathisch is als Satan

### Film
In de film wordt Kiriyama afgebeeld als een sociopatische uitwisselingsstudent die vrijwillig besloot mee te doen aan Battle Royale. Hij heeft geen dialogen in de film. Shogo Kawada vertelt dat hij mee doet voor de "lol". Er is in de film weinig over hem bekend. Hij moordt veel en doet dit met een lach op zijn mond.

## Gang
In het boek en in de manga had Kiriyama zijn eigen bende (gang). Dezen bestonden uit onder andere klasgenoten. Kiriyama was de baas van zijn bende. Leden van zijn bende waren onder andere Hiroshi Kuronaga, Ryuhei Sasagawa en Mitsuru Numai.

## Battle Royale
Achteloos welke adaptie van Battle Royale dan ook, Kiriyama is verantwoordelijk voor vele doden tijdens het programma:

### Boek
Kiriyama kreeg in het boek een mes als wapen. Hij vermoordde veel studenten, waaronder:
- Hij sneed de keel door van bendelid Hiroshi Kuronaga met zijn mes.
- Hij sneed de keel door van bendelid Ryuhei Sasagawa met zijn mes.
- Hij sneed de keel door van Izumi Kanai met zijn mes.
- Hij schiet vier keer op Mitsuru Numai met een MAC-10.
- Hij schoot meerdere keren op Yukiko Kitano met de MAC-10. Hij doodde haar uiteindelijk met een Walther PPK (Walther P99 in de manga).
- Hij schoot meerdere keren op Yumiko Kusaka met de MAC-10. Hij doodde haar uiteindelijk met de Walther PPK (Walther P99 in de manga).
- Hij schoot Yutaka Seto in de rug (in de gezicht in de manga) met de MAC-10.
- Hij schoot Shinji Mimura in de nek met de Walther PPK (Walther P99 in de manga).
- Hij schoot Toshinori Oda in het gezicht (in de lies in de manga) met de MAC-10.
- Hij schoot Mizuho Inada in het gezicht met een Beretta 92.
- Hij schoot Mitsuko Souma in het gezicht met de Beretta 92 (.44 AutoMag in de manga).
- Hij schoot Shogo Kawada in de rug (in de buik in de manga) met de Walther PPK.

### Manga
In de manga gebeurt er hetzelfde als in het boek, met de volgende toevoegingen:
- Hij schiet Kayoko Kotohiki in het hoofd met een Walther P99.
- Hij schiet Hiroki Sugimura in de buik en het hoofd met een M1911.

### Film
In de film gebeurt er hetzelfde als in het boek, met de volgende toevoegingen:
- Hij schiet meerdere keren op Keita Iijima met een Uzi-pistoolmitrailleur.
- Hij schiet meerdere keren op Sho Tsukioka met een Uzi-pistoolmitrailleur. In het boek en de manga is hij deels verantwoordelijk voor de dood van Sho. Hij lokt hem in een gevarenzone, waar zijn detector afgaat.

- Hij schiet Mizuho Inada en Shinji Mimura niet dood in de film. Wel vermoordt hij Mitsuko Souma, maar doet dit met een M1911.

## Wapens
In het boek krijgt hij een mes als wapen. Hij neemt de MAC-10 en Walther PPK mee van zijn bende, pakt de granaten van Yumiko Kusaka, neemt de Beretta 92FS van Shinji Mimura over, gebruikt de revolver en het kogelvrije vest van Toshinori Oda en pakt de Smith & Wesson M19 .357 Magnum van Mitsuko Souma.
In de film krijgt hij een waaier als wapen. Hij pakt de uzi van Ryuhei Sasagawa af wanneer hij kauwgum in zijn gezicht spuugt. Hij vermoordt Sasagawa's bende en pakt een revolver en granaten van de bendeleden. Verder neemt hij het zwaard van Yumiko Kusaka, pakt hij het kogelwerend vest van Toshinori Oda en maakt hij gebruik van Mitsuko Souma's stroomstootwapen en M1911 wanneer hij haar af heeft geslacht.
In de manga zijn er niet veel verschillen met het boek, behalve dan het feit dat hij begint met een MAC-10. Hij verwerft de Walther P99 van Mitsuru Numai, granaten van Yumiko Kusaka, de revolver en het kogelvrije vest van Toshinori Oda, de .44 Auto Mag van Mizuho Inada en de M1911 van Hiroki Sugimura.

## Lot

### Boek
Noriko Nakagawa en Shogo Kawada schieten beiden Kiriyama neer. Kiriyama sterft, maar het is niet duidelijk wie van de twee de fatale schoten loste.

### Manga
Kiriyama wordt vermoord in het laatste deel (de manga reeks bestaat uit 15 delen). Shogo Kawada schiet hem neer in deel 14, maar aangezien hij een kogelvrij vest (van Toshinori Oda) draagt, loopt hij hier slechts een lichte schotwond van op. Hij schiet Shogo in de buik, waardoor hij tot niets meer in staat is. Wanneer hij zijn wapen richt op Shuya Nanahara, staat deze verstijfd van angst. Noriko redt hem door Kiriyama in het gezicht te schieten met een revolver. Op dit moment krijgt Kiriyama flasbacks naar zijn verleden, waarin hij nog gelukkig was.
Wanneer Shuya bijkomt, steekt hij Kiriyama in zijn oog, waardoor hij blind wordt. Kiriyama lijkt nu emoties te tonen wanneer angst hem overkomt. Wanneer hij Noriko wil neerschieten realiseert Shuya dat hij iets moet doen en schiet Kiriyama in de nek. Shuya wil echter niet verantwoordelijk zijn voor zijn dood en wil ervoor zorgen dat hij weer ademhaalt. Dit lukt. Kiriyama schreeuwt Shuya's naam uit voordat hij uiteindelijk toch sterft.

### Film
Wanneer Kiriyama Shinji Mimura en zijn vrienden wil vermoorden, laat Shinji een bom exploderen waardoor Kiriyama blind wordt. Dan wordt hij opgemerkt door Shogo, die zijn wapen doorlaadt en op hem richt. Kiriyama merkt het doorladen van het wapen op en beseft dat er op hem geschoten gaat worden en probeert op zijn gevoel op Shogo te schieten. Shogo raakt ernstig gewond maar weet Kiriyama te doden voordat hij enkele uren later zelf aan zijn verwondingen sterft.